# Bacia hidrográfica

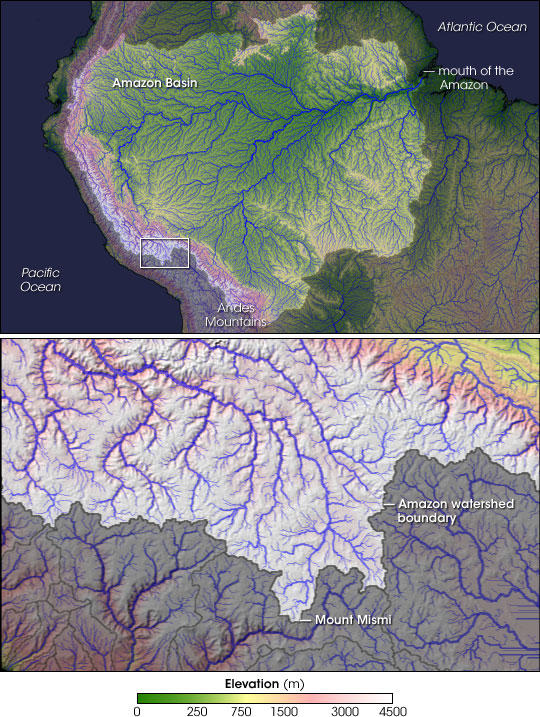
Bacia do rio Amazonas.

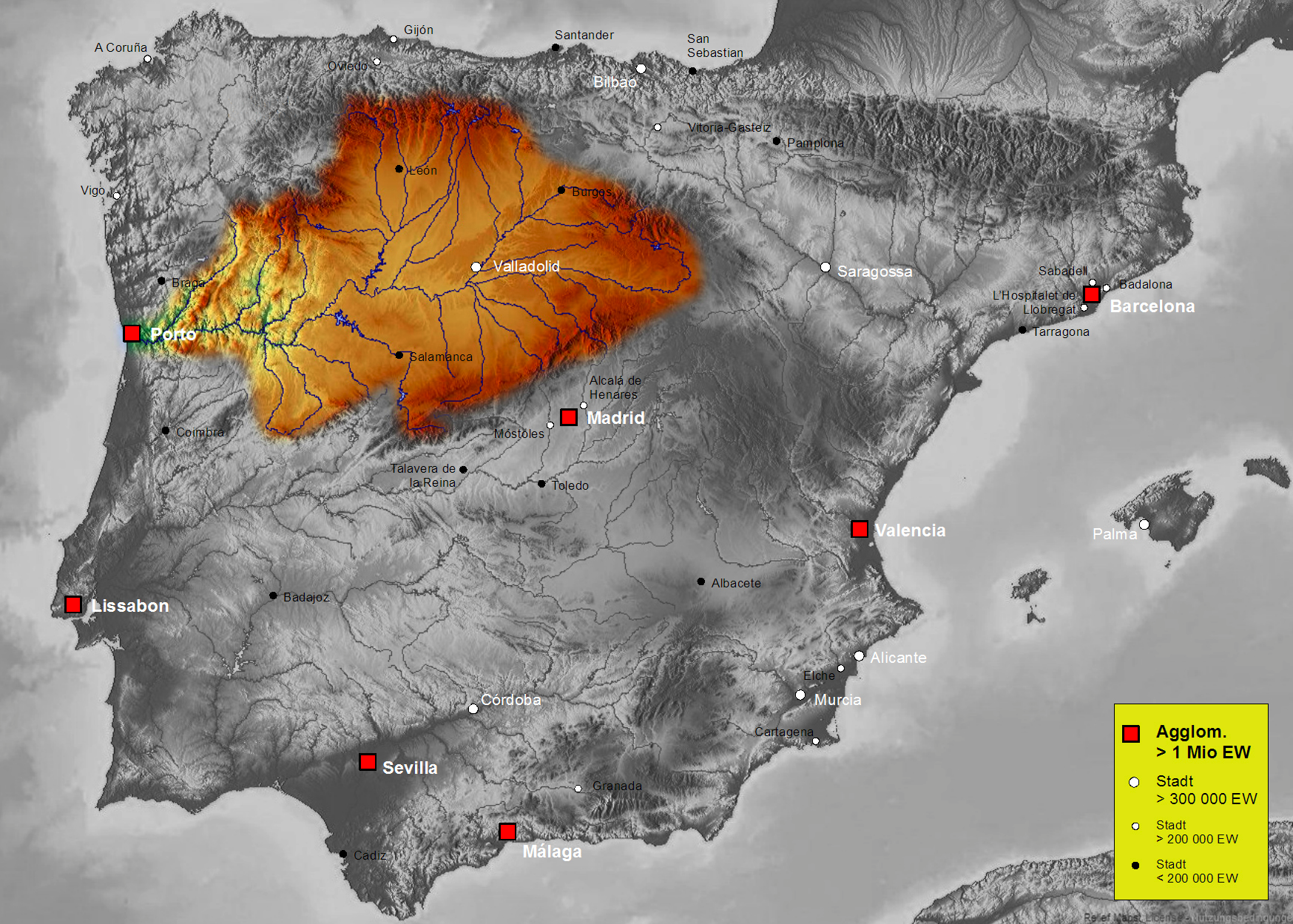
Bacia hidrográfica do Rio Douro na Península Ibérica.

Bacia hidrográfica ou bacia de drenagem é a extensão de escoamento de um rio principal e dos seus afluentes. Situadas em áreas de maiores altitudes do relevo por partidores de água, no qual as águas das chuvas, ou são drenadas superficialmente gerando os rios e riachos, ou infiltram no solo para formação de nascentes e do lençol freático. Desse modo sua definição tem-se expandido com uma amplitude que supera aspectos hidrológicos, abrangendo o estudo da estrutura biofísica, tal como as transformações nos paradigmas da utilização da terra e implicações ecológicas. Na esfera de um estudo hidrológico, apesar do conceito tácito, ainda existem alternâncias no foco principal, de acordo com a assimilação dos técnicos que o aplicam em seus conhecimentos.
Pode, de forma geral, ser subdividida em dois compartimentos interdependentes, definidos no âmbito da geomorfologia, por uma área de terra firme e uma de planície, de modo que pode ser encontrado o rio central e as regiões inundadas. As áreas aplanadas de uma bacia hidrográfica desempenham um papel ecológico essencial na gestão dos alagamentos, regulando às jusantes e enchentes do rio central. De modo geral, as regiões inundáveis mostram-se como um eficaz filtro biológico, permitindo que a qualidade do recurso hídrico seja mantida. Este papel na gestão de abundância e qualidade da água deste método é de suma importância não apenas para este compartimento, mas também para toda a bacia hidrográfica, sendo declarado um procedimento estratégico de forma sustentável das atividades sociais e econômicas em termos regionais.
A chuva é a principal responsável pela entrada de água no ciclo hidrológico. Quando precipita, parte dela escoa pelos rios, parte infiltra e o restante evapora ou fica nas folhas da vegetação. Ao longo desse trajeto, a água é utilizada de diversas maneiras, encontrando o mar ao final, onde evapora e condensa em nuvens que seguirão com o vento, reiniciando o ciclo.
Essa área é limitada por um divisor de águas que a separa das bacias adjacentes e que pode ser determinado nas cartas topográficas. As águas superficiais, originárias de qualquer ponto da área delimitada pelo divisor, saem da bacia passando pela seção definida, e a água que precipita fora da área da bacia não contribui para o escoamento na seção considerada. Assim, o conceito de bacia hidrográfica pode ser entendido através de dois aspectos: rede hidrográfica e relevo. Em qualquer mapa geográfico as terras podem ser subdivididas nas bacias hidrográficas de vários rios.

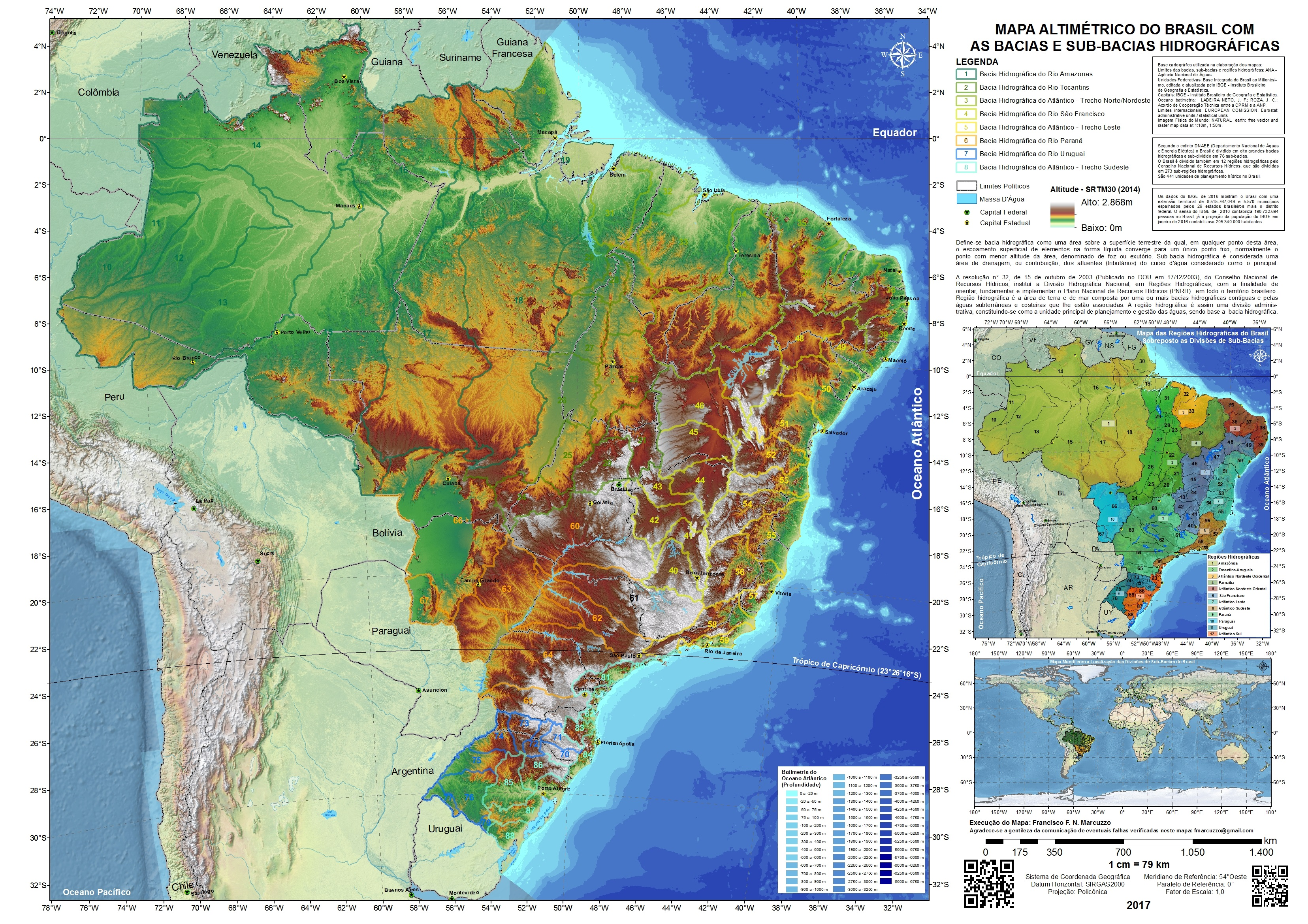
[http://rigeo.cprm.gov.br/jspui/handle/doc/18492 rigeo.cprm.gov.br

## Classificação das bacias hidrográficas
Catalogações de especialistas em geografia, de acordo com a maneira como fluem as águas, classificam as bacias hidrográficas em:
- Exorreica, quando as águas drenam direta ou indiretamente para o mar;
- Endorreica, quando as águas caem em um lago ou mar fechado;
- Criptorreica, quando as águas desaguam no interior de rochas calcárias (são porosas), gerando lagos subterrâneos (grutas);
- Arreica, quando o rio seca em determinado momento do seu percurso ou quando suas águas se destinam a lençóis freáticos.

A bacia hidrográfica é usualmente definida como a área na qual ocorre a captação de água (drenagem) para um rio principal e seus afluentes devido às suas características geográficas e topográficas.

## História
A história do homem sempre esteve muito ligada às bacias hidrográficas: a bacia do rio Nilo foi o berço da civilização egípcia; os mesopotâmicos se abrigaram no vale dos rios Tigre e Eufrates; os hebreus, na bacia do rio Jordão; os chineses se desenvolveram às margens dos rios Yangtzé e Huang Ho; os hindus, na planície dos rios Indo e Ganges, apenas para citar os maiores exemplos.

## Componentes das bacias hidrográficas
Os principais elementos componentes das bacias hidrográficas são os “divisores de água” (tergos), cristas das elevações que separam a drenagem de uma e outra bacia, “fundos de vale” – áreas adjacentes a rios ou ribeiros e que geralmente sofrem inundações, “sub-bacias” – bacias menores, geralmente de alguma afluente do rio principal, “nascentes” – local onde a água subterrânea brota para a superfície formando um corpo de água, “áreas de descarga” – locais onde a água escapa para a superfície do terreno, vazão, “recarga” – local onde a água penetra no solo recarregando o lençol freático, e “perfis hidrogeoquímicos” ou “hidroquímicos” – características da água subterrânea no espaço litológico.
Às vezes, as regiões hidrográficas são confundidas com “bacias hidrográficas”. Porém, as bacias hidrográficas são menores – embora possam se subdividir em sub-bacias (por exemplo: a bacia amazônica contém as sub-bacias hidrográficas dos rios Tapajós, Madeira e Negro), e as regiões hidrográficas podem abranger mais de uma bacia.

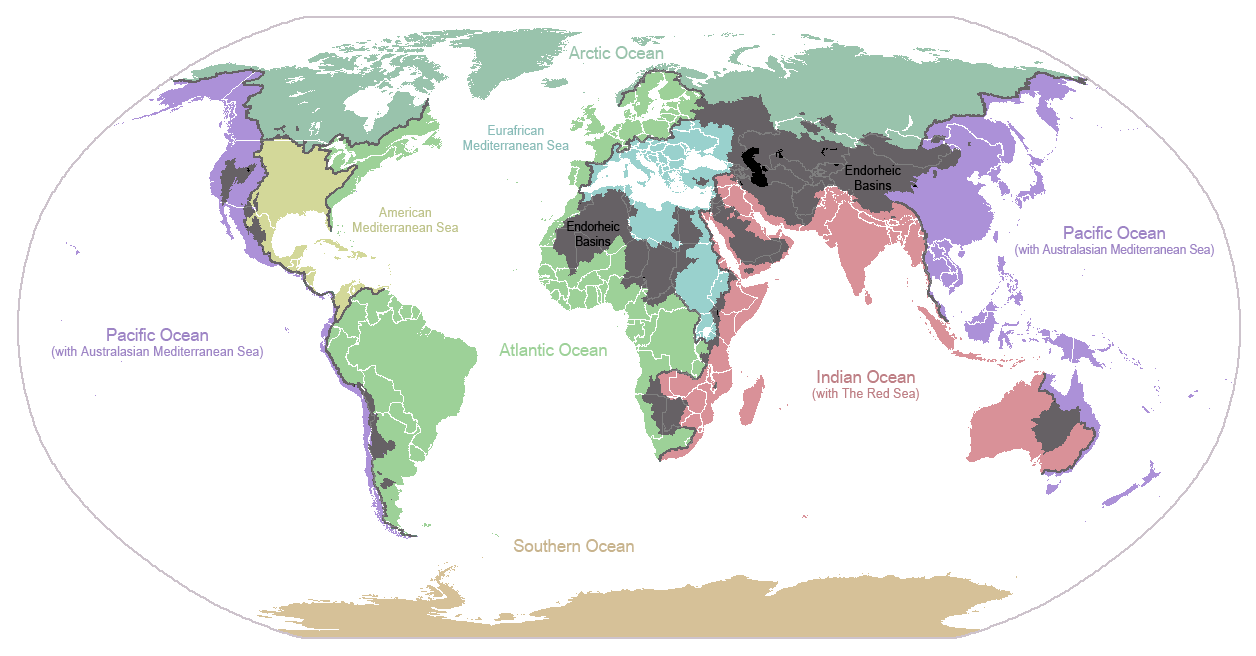
Mapa temático das grandes bacias mundiais, por oceano de drenagem; a cinza estão as bacias endorreicas

## Brasil
O Brasil, dentre vários outros países, possui a maior disponibilidade de água doce do mundo com 12% do volume total do planeta. Toda essa água é utilizada para diversos usos, como abastecimento da população, produção de alimentos, geração de energia elétrica e muito mais. Entretanto sua distribuição ocorre de forma desigual no território, espacial e temporalmente. Tais fatores unidos à utilização da água por distintas atividades econômicas nas bacias hidrográficas brasileiras e os problemas de peculiaridade da água, acarretam em conflitos.
As reservas de água subterrânea do Brasil são calculadas para os aquíferos mais relevantes em cada Região Hidrográfica e para aqueles considerados estratégicos, cujas reservas suprem as principais demandas de água. A extensão da área drenada no sentido leste do país e a capacidade de armazenamento do Sistema Aquífero Urucuia mostram a importância da contribuição da água subterrânea no fluxo de base que sustenta o rio São Francisco, por exemplo, estimada em 730 m³/s. Essa contribuição representa em média 30% da vazão do rio, e atinge entre 80% e 90% nos períodos de estiagem da bacia. A contribuição para oeste, na bacia do Tocantins, é estimada em 215 m³/s. Essa contribuição representa em média 30% da vazão do rio, e atinge entre 80% e 90% nos períodos de estiagem da bacia. A contribuição para oeste, na bacia do Tocantins, é estimada em 215 m³/s. Ainda podem ser adicionados em torno de 76 milhões de hectares irrigados quando considerado o potencial irrigável no Brasil. O Centro-Oeste se destaca por concentrar 43,1% das áreas de alta aptidão para irrigação e por 34,2% das áreas de aptidão alta-média. As séries históricas demonstram incrementos anuais de área irrigada no Brasil nas últimas décadas, principalmente nos últimos anos, indicando maior aproveitamento desse potencial a cada ano. Tal incremento demanda ações de planejamento e controle que visem a minimização de conflitos pelo uso da água.